# Wydział wewnętrzny
Wydział wewnętrzny (ang. Infernal Affairs) – amerykański dramat sensacyjny z 1990 roku w reżyserii Mike’a Figgisa.

## Obsada
- Richard Gere – Dennis Peck
- Andy García – Raymond Avilla
- Laurie Metcalf – Amy Wallace
- Nancy Travis – Kathleen Avilla
- Richard Bradford – Grieb
- William Baldwin – Van Stretch
- Michael Beach – Dorian Fletcher